# Rhaebus fischeri
Rhaebus fischeri là một loài bọ cánh cứng trong họ Bruchidae. Loài này được Lacordaire miêu tả khoa học năm 1845.